# Tennis aux Jeux méditerranéens de 2005
Navigation
Édition précédente Édition suivante
Les compétitions de tennis des Jeux méditerranéens de 2005 se sont déroulées à Almería en Espagne.
Les joueurs espagnols qui évoluent à domicile remportent les quatre épreuves. Nicolás Almagro, 77e mondial, bat en finale Guillermo García-López, 81e. Chez les femmes, le tournoi est remporté par la n°1 nationale Nuria Llagostera Vives, alors au sommet de sa carrière et classée 36e à la WTA. Elle bat sa compatriote Laura Pous Tió, 99e.

## Podiums
| Compétitions     | Or                                             | Argent                               | Bronze                                   |
| ---------------- | ---------------------------------------------- | ------------------------------------ | ---------------------------------------- |
| Simple messieurs | Nicolás Almagro Espagne                        | Guillermo García-López Espagne       | Simone Bolelli Italie                    |
| Double messieurs | Nicolás Almagro Guillermo García-López Espagne | Lamine Ouahab Slimane Saoudi Algérie | Bostjan Osabnik Grega Žemlja Slovénie    |
| Simple dames     | Nuria Llagostera Vives Espagne                 | Laura Pous Tió Espagne               | Matea Mezak Croatie                      |
| Double dames     | Nuria Llagostera Vives Laura Pous Tió Espagne  | Ana Vrljić Matea Mezak Croatie       | Stefania Chieppa Verdiana Verardi Italie |

## Tableau des médailles par pays
| Rang  | Nation   | Or | Argent | Bronze | Total |
| ----- | -------- | -- | ------ | ------ | ----- |
| 1     | Espagne  | 4  | 2      | 0      | 6     |
| 2     | Croatie  | 0  | 1      | 1      | 2     |
| 3     | Algérie  | 0  | 1      | 0      | 1     |
| 4     | Italie   | 0  | 0      | 2      | 2     |
| 5     | Slovénie | 0  | 0      | 1      | 1     |
| Total | Total    | 4  | 4      | 4      | 12    |